# Aleksander Sałacki
Aleksander Jan Sałacki (ur. 12 maja 1904 w Peczeniżynie, zm. 4/5 kwietnia 2008 w Tychach) – pułkownik Wojska Polskiego, najdłużej żyjące Orlę Lwowskie.

## Życiorys
Urodził się 12 maja 1904. Najpierw uczęszczał do Męskiej Szkoły Ludowej im. Jana Kantego, później z rodziną przeniósł się do Przemyśla. Tam dopadły go wichry historii, bowiem miasto to było kilkakrotnie oblegane w czasie I wojny światowej.
Pierwszy raz chwycił za broń w 1918 roku, kiedy to młodzi chłopcy nazywani później Orlętami Lwowskimi bronili miasta przed oddziałami ukraińskimi. A. Sałacki miał wtedy 14 lat. Po krótkim przeszkoleniu z obsługi austriackiego karabinu manlicher stanął do walki w obronie Szkoły Sienkiewicza, pod dowództwem Czesława Mączyńskiego. Lwów został obroniony, ale historia nie dała mu długiego okresu wytchnienia.
Kolejny raz stanął w obronie Polski, tym razem już w mundurze, w czasie wojny polsko-bolszewickiej (1919-1920). Wtedy brał udział w walkach z armią Budionnego. Przeszedł szlak bojowy aż po rzekę Zbrucz pod dowództwem marszałka Józefa Piłsudskiego.
W okresie międzywojennym zrobił maturę, a służbę wojskową odbył w Batalionie Podchorążych Rezerwy Piechoty Nr 7 w Śremie, po czym osiadł w Horodyszczach, gdzie poznał żonę Natalię. Później został nauczycielem, a następnie kierownikiem placówek oświatowych w Horodyszczach oraz Czartorysku i Ołyce. Uczył m.in. języka polskiego i ukraińskiego. Jednak historia znowu go potrzebowała. Na stopień podporucznika został mianowany ze starszeństwem z 1 września 1929 w korpusie oficerów rezerwy piechoty. W 1934, jako oficer rezerwy pozostawał na ewidencji Powiatowej Komendy Uzupełnień Łuck i posiadał przydział w rezerwie do 44 pułku piechoty Strzelców Kresowych w Równem. Na stopień porucznika został mianowany ze starszeństwem z 1 stycznia 1935 i 331. lokatą w korpusie oficerów rezerwy piechoty.
W czerwcu 1939 powołany został do służby czynnej w 24 pułku piechoty. W kampanii wrześniowej dowodził 8 kompanią strzelecką w pięciodniowych walkach w Borach Tucholskich, zakończonych niewolą. Do 1945 przebywał w czterech obozach: Itzehoe, X A Sandbostel, Lubece i VI B Doessel. W Lubece przebywał razem z synem Józefa Stalina – Jakubem Dżugaszwilim, świetnym szachistą. Wyzwolili go Amerykanie. Wrócił do Polski, do żony i dwóch synów.
Pierwsze lata po wojnie spędził na Kresach. Jednak w poszukiwaniu pracy przeniósł się do Wałbrzycha. Dalej uczył – tym razem w szkołach górniczych. W Wałbrzychu miał dom, ale w 1960 zaproponowano mu funkcję prowadzenia szkoły kadry górniczej, która wówczas mieściła się w Promnicach. Przyjął propozycję i przeniósł się do Tychów, gdzie mieszkał do śmierci i gdzie pomagał przy budowie kościoła św. Jana Chrzciciela.
Po przejściu na emeryturę w 1970 zaczął pisać. Opublikowano jego książki: "Jeniec wojenny nr 335" oraz "Na straconych pozycjach". Część publikacji odrzuciła cenzura, bo A. Sałacki pisał w nich o tym, że w 1939 roku prócz Niemców, Polskę zaatakowali Rosjanie. Później otrzymał stopień majora. Od czasu do czasu spotykał się z tyską młodzieżą, która chętnie go odwiedzała. 5 marca 2004 został awansowany na pułkownika.
Zmarł w nocy z 4 na 5 kwietnia 2008 w Tychach, przeżywszy 104 lata. Pochowany 8 kwietnia 2008. Był ostatnim żyjącym obrońcą Lwowa przed Ukraińcami w 1918, i ostatnim żyjącym obrońcą Lwowa przed bolszewikami w roku 1920.